# Koli Airfield
Koli Airfield (znane również jako Bomber 3 Field) – byłe lotnisko z okresu II wojny światowej na Guadalcanal, na Wyspach Salomona. Jest położone niedaleko Koli Point, około sześciu mil od Henderson Field, blisko rzeki Metapona na wschód i rzeki Naumbu na zachód. Po wojnie lotnisko zostało opuszczone.

## Historia
Lotnisko zostało zbudowane dla bombowców Consolidated B-24 Liberator. Pojedynczy pas biegnie równolegle do Carney Airfield i ma kilka pasów kołowania po obu stronach. Pas został wyłożony matą utwardzającą i ukończony w połowie 1943 roku.
Jednostki stacjonujące na Koli Airfield:
- 42d Bombardment Group, 6 czerwca-20 października 1943 r.
- 307th Bombardment Group, luty 1943-28 stycznia 1944 r.

Po wojnie lotnisko zostało opuszczone.